# Сучков Анатолій Андрійович
Анато́лій Андрі́йович Сучко́в (5 листопада 1934, м. Москва, РРФСР, СРСР — 10 жовтня 2021, Київ, Україна) — колишній радянський футболіст та тренер, виступав на позиції захисника. Майстер спорту (1959). Один з перших футбольних селекціонерів на теренах СРСР.

## Біографія

### Кар'єра гравця
Корінний москвич, Анатолій Сучков, починав з дворового футболу. У повоєнні роки з 13-15-річними хлопцями, об'єднавшись в команду, грали з військовополоненими німцями, коли ті були вільні від роботи. З вуличного футболу потрапив у юнацьку команду «Крила Рад», що грала на першість Москви.
У 1953 році тренер Володимир Блінков порекомендував молодого захисника Георгію Глазкову, який очолював запорізький «Металург». Так Анатолій опинився у своїй першій дорослій команді майстрів, з якою зайняв третє місце в своїй групі класу «Б», а в Кубку СРСР дійшов до 1/8 фіналу, поступившись московському «Спартаку».
У 1954 році Сучкова викликали до армії, направивши служити в команду «Будинок офіцерів», що базувалася в Таллінні та виступала в класі «Б», але вже через місяць колектив перевели до Севастополя. У армійської команді БОФ, що пізніше дістала назву СКЧФ, Анатолій провів 4 сезони.
У 1957 році гра захисника сподобалася Миколі Петровичу Старостіну і незабаром Сучков опинився в московському «Спартаку». Але закріпитися в цій команді захиснику не судилося. Висока конкуренція за місце в основному складі, а на додачу ще й травма, якої зазнав на тренуванні у зіткненні з воротарем Валентином Івакіним, не дали змоги Анатолію завоювати тверде місце у основі «червоно-білих».
У 1959 році Олег Ошенков, який очолював київське «Динамо», запросив захисника в динамівський клуб. Саме в Києві Анатолій знайшов свою команду, міцно закріпившись на позиції крайнього захисника. З приходом на тренерський місток В'ячеслава Соловйова прийшли і перші серйозні успіхи киян в чемпіонаті СРСР. У 1960 році Сучков з командою стає срібний призер, а вже в наступному році, вперше в своїй історії, «Динамо» (Київ) стає чемпіоном СРСР. Вагомий внесок у перемогу вніс і лівий захисник команди Анатолій Сучков, який зіграв у чемпіонському сезоні 25 ігор. За підсумками року Анатолія було внесено до списку «33 найкращих футболістів УРСР» під № 1.
У наступних двох сезонах київські динамівці не змогли виступити так само успішно, не потрапивши навіть у призери. А 1963 рік для Сучкова склався і зовсім невдало — важка травма надовго вивела гравця з ладу. Після відновлення захиснику було вже складно конкурувати за місце в основі і Анатолій перейшов до табору львівських «Карпат», де провівши два роки, завершив ігрову кар'єру.

### Кар'єра тренера та селекціонера
Повернувшись до Києва, з січня по липень 1966 Анатолій Сучков працював тренером у ДЮСШ «Динамо» (Київ). Згодом, закінчивши школу тренерів при Київському Державному інституті фізичної культури, обіймав посаду помічника головного тренера у харківському «Металісті» та «Колосі» з Якимівки.
У 1969 році працював асистентом головного тренера в «Буковині», а з 1971 року по травень 1972 особисто очолював чернівецьку команду. З травня 1972 року по 1974 рік обіймав у цьому ж клубі посаду начальника команди.
У 1974 році знову повертається у «Динамо», яке очолював його колишній партнер на полі Валерій Лобановський. Діставши посаду тренера, Сучков досить успішно займався селекційною роботою. А у 1979 році, завдяки його активності, спеціальним розпорядженням Спорткомітету СРСР офіційно було введено в штат команд посаду тренера-селекціонера. Пропрацювавши на цій посаді до 1994 року, Сучков став найуспішнішим селекціонером в історії київського «Динамо», знайшовши для команди цілу плеяду футболістів, що згодом стали лідерами київського клубу та збірної СРСР (Анатолій Дем'яненко, Олександр Хапсаліс, Вадим Євтушенко, Василь Рац, Андрій Баль, Сергій Балтача, Олег Кузнецов, Сергій Юран та інші).
Після здобуття Україною незалежності, Анатолій Сучков у 1992 році тренував молодіжну збірну Україну, яку було створено на базі футболістів київського «Динамо».
Залишивши в 1994 році київський клуб, працював в селекційних службах таких команд як «Кривбас», «Дніпро», ЦСКА та запорізький «Металург». У 1999 році очолив «Металург-2» (Запоріжжя), який виступав на той час у другій лізі.
У серпні 1999 року повернувся в київське «Динамо», де пропрацював до 2009 року.

## Досягнення
- Чемпіон СРСР (1961)
- Срібний призер чемпіонату СРСР (1960)

## Нагороди
- Медаль «За працю і звитягу» (2011)[4]